# L'Île-Cadieux
L'Île-Cadieux è un comune del Canada, situato nella provincia del Québec, nella regione di Montérégie.